# Фунта са штедне књижице
„Фунта са штедње књижице” је југословенски ТВ филм из 1965. године. Режирао га је Здравко Шотра а сценарио је написао Шон О'Кејси.

## Улоге
| Глумац           | Улога |
| ---------------- | ----- |
| Мирослав Бијелић |       |
| Вера Чукић       |       |
| Олга Ивановић    |       |
| Милан Срдоч      |       |
| Павле Вуисић     |       |